# Санта-Мария-дель-Оро (Халиско)
Са́нта-Мари́я-дель-О́ро (исп. Santa María del Oro) — посёлок в Мексике, в штате Халиско, входит в состав одноименного муниципалитета и является его административным центром. Численность населения, по данным переписи 2020 года, составила 666 человек.

## Общие сведения
Название посёлка составное: Santa María дано в честь святой Девы Марии Гваделупской, а Oro (с исп. — «золото») — относится к золотодобыче, развёрнутой во второй половине XVIII века
В доиспаский период в регионе проживали племена тарасков, добывавшие золото и серебро в местных жилах.
В 1523 году регион был покорён конкистадорами во главе с Алонсо Авалосом.
Во второй половине XVIII века в регионе была развёрнута добыча золота и серебра. Для его переплавки был основан рабочий посёлок Реаль-дель-Оро, где работали доменные печи.
1 октября 1889 года посёлок получил статус комиссариата с названием Санта-Мария-де-Гуадалупе.
28 декабря 1938 года посёлок был переименован в Мануэль-Диегес, в честь губернатора Мануэля Диегеса, и стал административным центром созданного одноимённого муниципалитета.
Указом конгресса штата от 20 декабря 1996 года название посёлка было изменено на Санта-Мария-дель-Оро, и вступило в силу 4 февраля 1997 года, а через 2 года изменилось и название муниципалитета.
Санта-Мария-дель-Оро расположен в 210 км к югу от столицы штата, города Гвадалахара.

## Население
| Год  | Численность | Численность |
| ---- | ----------- | ----------- |
| 2000 | 667         | [ 7 ]       |
| 2010 | 697         | [ 8 ]       |
| 2020 | 666         | [ 9 ]       |